# Seznam základních integrálů
Toto je seznam základních integrálů (primitivních funkcí) často používaných ve výuce a v praxi. Odvození obvykle probíhá tak, že se derivuje primitivní funkce.
{\displaystyle \int {0}\,\mathrm {d} x=c}
{\displaystyle \int {a}\,\mathrm {d} x=ax+c}
{\displaystyle \int {x^{n}}\,\mathrm {d} x={\frac {1}{n+1}}x^{n+1}+c{\mbox{ pro }}x>0,n\in \mathbb {R} {\mbox{ a }}n\neq -1}. Pro přirozená {\displaystyle n} platí uvedený vztah pro všechna {\displaystyle x}.
{\displaystyle \int {\frac {1}{x}}\,\mathrm {d} x=\ln |x|+c{\mbox{ pro }}x\neq 0}
{\displaystyle \int {\mathrm {e} ^{x}}\,\mathrm {d} x=\mathrm {e} ^{x}+c}
{\displaystyle \int {a^{x}}\,\mathrm {d} x={\frac {a^{x}}{\ln(a)}}\ +c{\mbox{ pro }}a>0,a\neq 1}
{\displaystyle \int {\sin x}\,\mathrm {d} x=-\cos x+c}
{\displaystyle \int {\cos x}\,\mathrm {d} x=\sin x+c}
{\displaystyle \int {\frac {1}{\sin ^{2}x}}\,\mathrm {d} x=-\operatorname {cotg} \,x+c{\mbox{ pro }}x\neq n\pi }, kde {\displaystyle n} je celé číslo.
{\displaystyle \int {\frac {1}{\cos ^{2}x}}\,\mathrm {d} x=\operatorname {tg} \,x+c{\mbox{ pro }}x\neq (2n+1){\frac {\pi }{2}}}, kde {\displaystyle n} je celé číslo.
{\displaystyle \int {\frac {1}{1+x^{2}}}\mathrm {d} x=\operatorname {arctg} x+c_{1}=-\operatorname {arccotg} x+c_{2}}
{\displaystyle \int {\frac {1}{\sqrt {1-x^{2}}}}\mathrm {d} x=\operatorname {arcsin} x+c_{1}=-\operatorname {arccos} x+c_{2}{\mbox{ pro }}-1<x<1}
{\displaystyle \int {\frac {1}{1-x^{2}}}\mathrm {d} x=\left\{{\begin{matrix}{\frac {1}{2}}\ln {|{\frac {1+x}{1-x}}|}+c,&{\mbox{ pro }}|x|\neq 1\\\operatorname {arctgh} x+c,&{\mbox{ pro }}|x|<1\\\operatorname {arccotgh} x+c&{\mbox{ pro }}|x|>1\end{matrix}}\right.}
{\displaystyle \int \sinh x\,\mathrm {d} x=\cosh x+c}
{\displaystyle \int \cosh x\,\mathrm {d} x=\sinh x+c}
{\displaystyle \int {\frac {1}{\sinh ^{2}x}}\mathrm {d} x=-\operatorname {cotgh} x+c{\mbox{ pro }}x\neq 0}
{\displaystyle \int {\frac {1}{\cosh ^{2}x}}\mathrm {d} x=\operatorname {tgh} x+c}
{\displaystyle \int {\frac {1}{\sqrt {x^{2}+1}}}\mathrm {d} x=\ln(x+{\sqrt {x^{2}+1}})+c=\operatorname {arcsinh} x+c}
{\displaystyle \int {\frac {1}{\sqrt {x^{2}-1}}}\mathrm {d} x=\left\{{\begin{matrix}\ln {|x+{\sqrt {x^{2}-1}}|}+c,&{\mbox{ pro }}|x|>1\\\operatorname {arcosh} x+c,&{\mbox{ pro }}x>1\end{matrix}}\right.}
{\displaystyle \int [f(x)\pm g(x)]\,\mathrm {d} x=\int f(x)\,\mathrm {d} x\pm \int g(x)\,\mathrm {d} x}
{\displaystyle \int k\,f(x)\,\mathrm {d} x=k\int f(x)\,\mathrm {d} x} pro libovolné reálné číslo k